# Großschweidnitz
Großschweidnitz (obersorbisch Swóńca; Oberlausitzer Mundart Schweenz) ist eine sächsische Gemeinde im Landkreis Görlitz. Sie liegt südlich der Stadt Löbau, zu deren Verwaltungsgemeinschaft sie gehört.

## Geografie

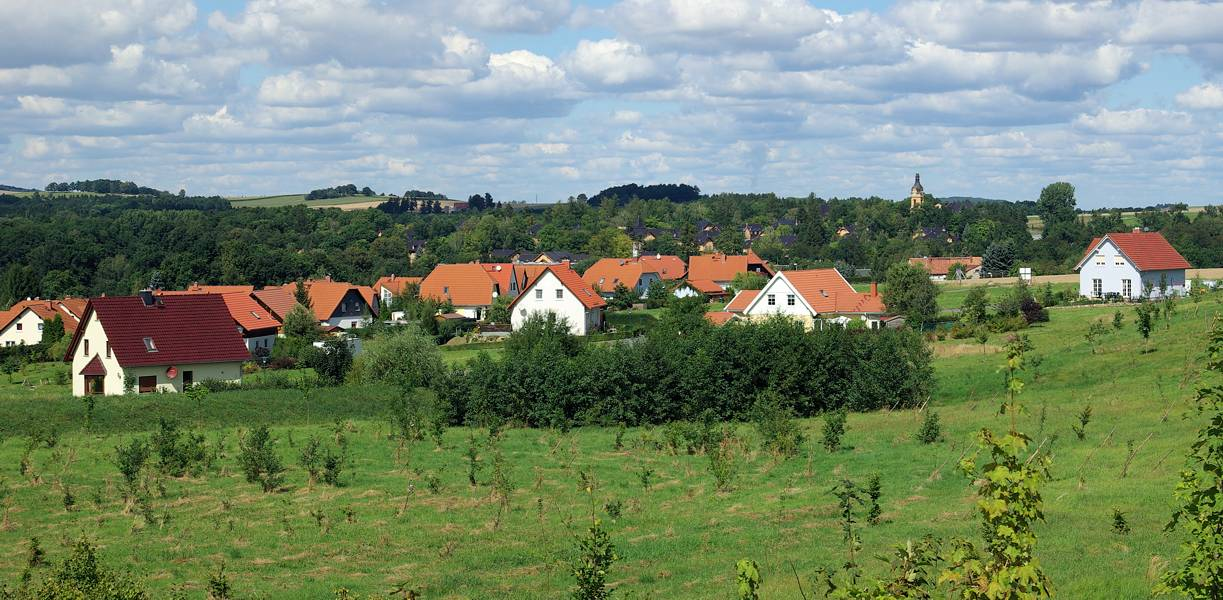
Blick auf Großschweidnitz

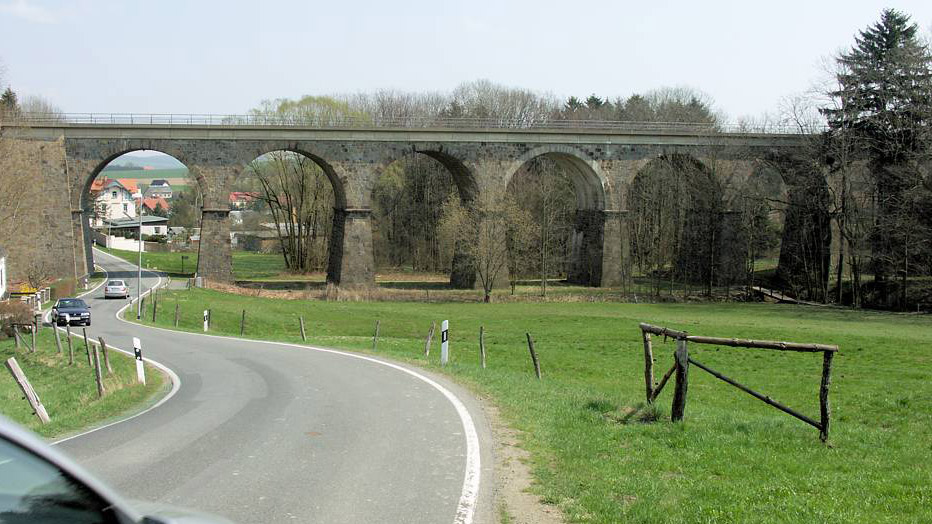
Viadukt über den Höllengrund

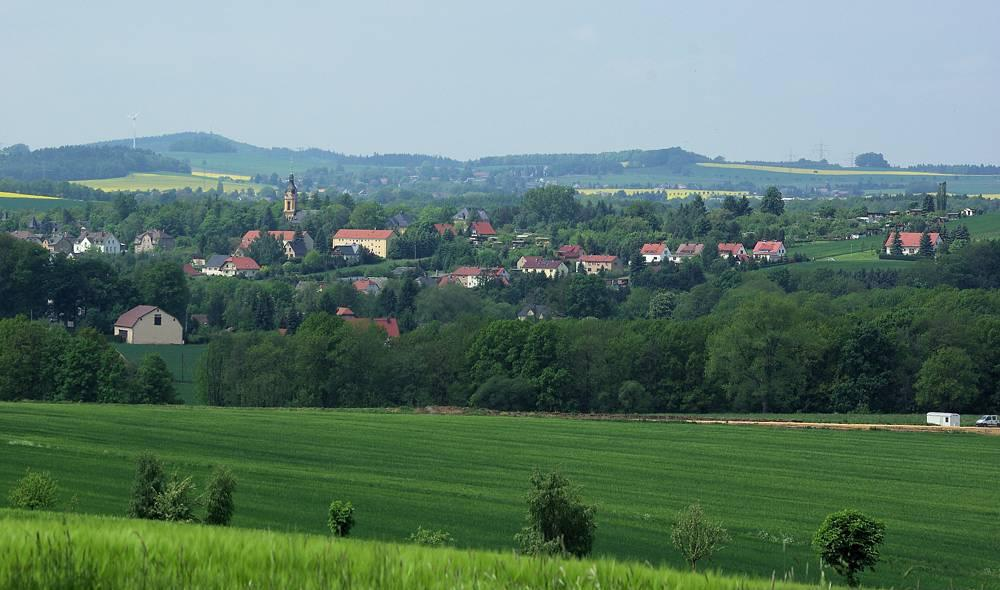
Panoramaansicht von Großschweidnitz von Löbau-Süd, Vordergründig Ansicht der Wohnsiedlungen von Großschweidnitz mit Blick auf das Sächsische Krankenhaus

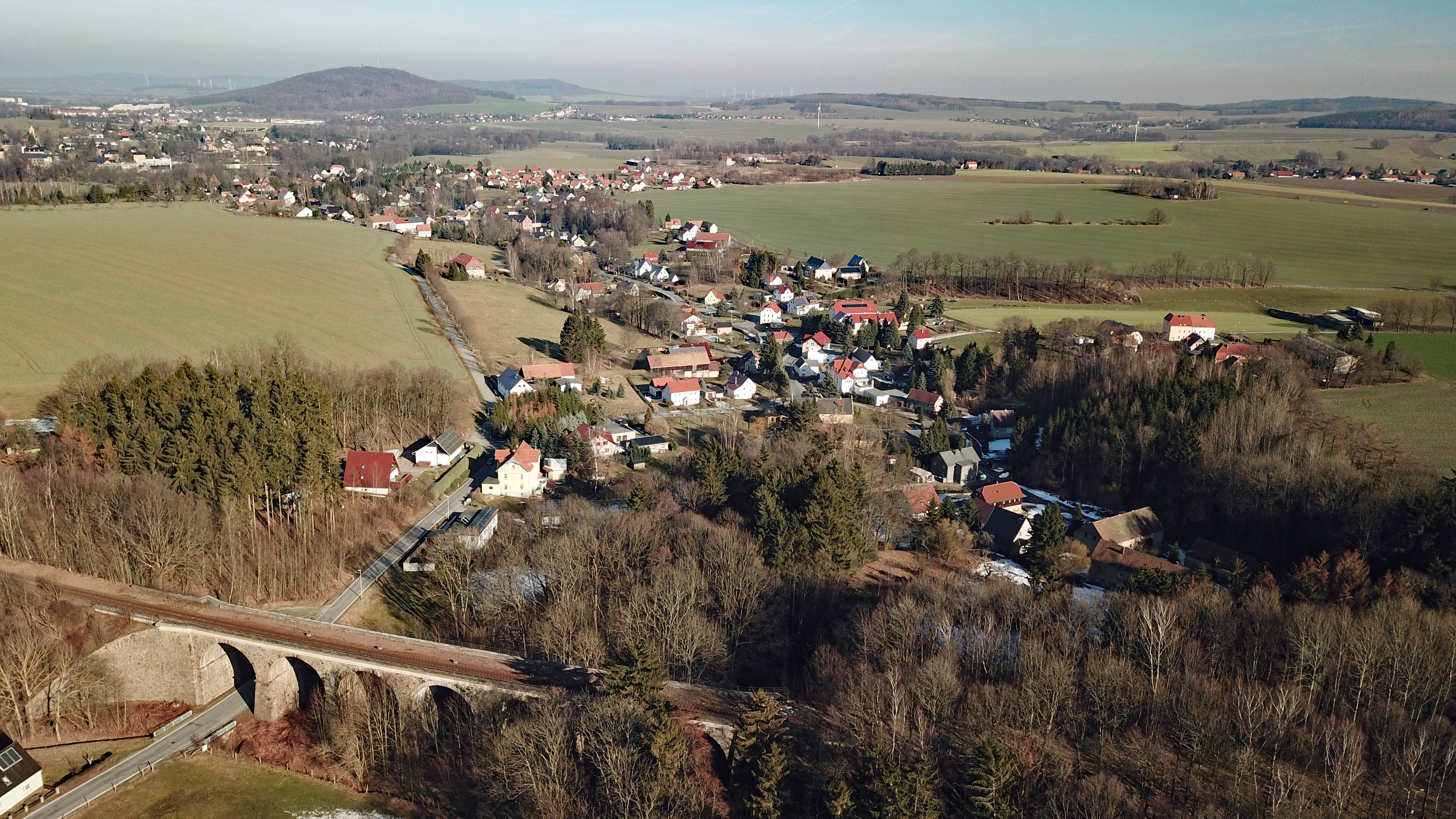
Luftbild

Der als Waldhufendorf gegründete Ort Großschweidnitz zieht sich in der Talaue des Großschweidnitzer Wassers vom Höllengrund, der Einmündung der Litte bis zur Grenze Kleinschweidnitz und dem Nonnenberg hin. Er ist von Grünflächen sowie umfangreichem und zum Teil altem Baumbestand durchsetzt. Das sich nach Nordosten anschließende Gebiet von Kleinschweidnitz hat unregelmäßige, ungleiche und blockartige Grundstücke mit verstreut liegenden Häusern. Untypisch für die Oberlausitz gibt es im Ort kaum Umgebindehäuser, aber eine große Dorfschule, sehr viele villenähnliche Bürgerhäuser und ein schönes Eisenbahnviadukt von 1847. Anziehungspunkt für Wanderer ist der „Höllengrund“, ein sagenumwobenes Felsental mit Bergbach und einem einsamen „Waldhaus“.
Großschweidnitz besteht aus den zwei Ortsteilen Großschweidnitz und Kleinschweidnitz, sowie Seitenschweidnitz, welches als Ansiedlung nicht als Ortsteil geführt wird.

## Geschichte

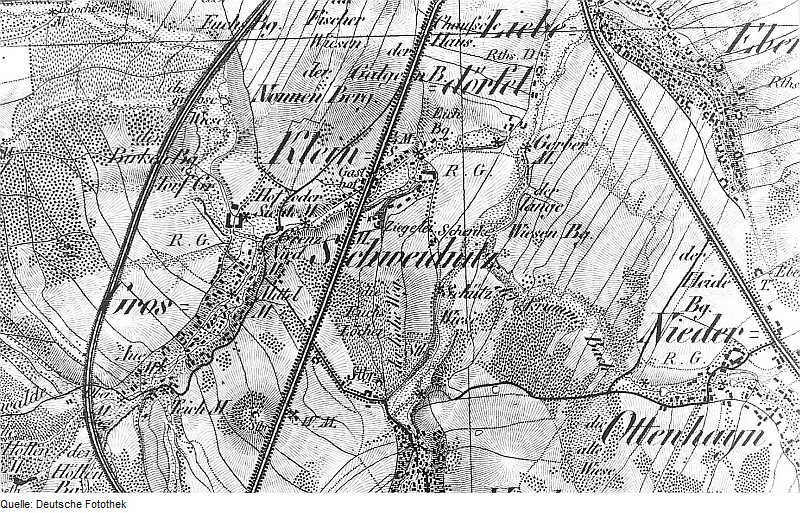
Karte von Oberreit mit Großschweidnitz um 1845

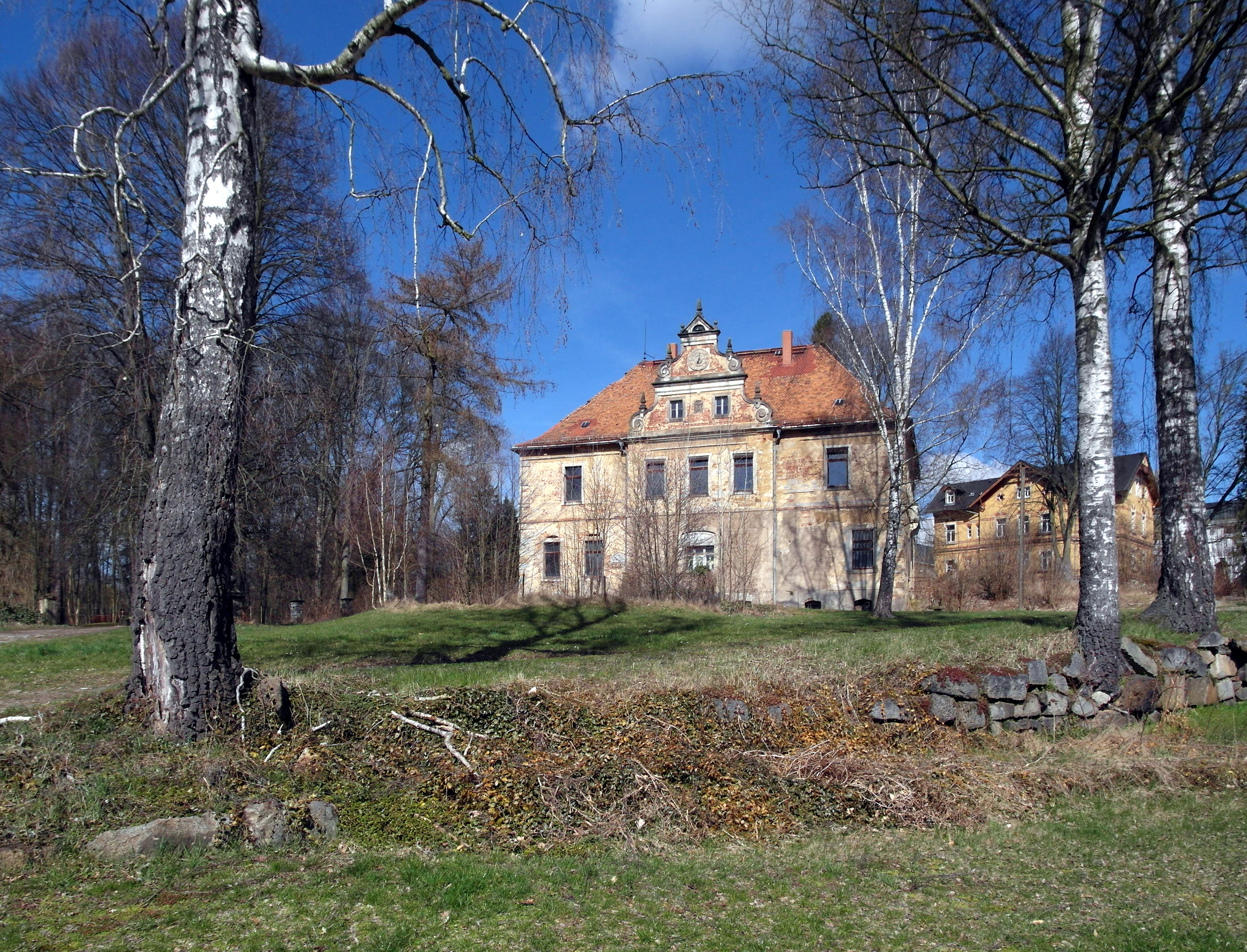
Rittergut Großschweidnitz, Herrenhaus

Groß- und Kleinschweidnitz wurden erstmals 1306 urkundlich als zwei getrennte Dörfer erwähnt.
Großschweidnitz war ursprünglich ein reines Bauerndorf, in dem im 18. und 19. Jahrhundert das Mühlenhandwerk Einzug hielt. In Groß- und Kleinschweidnitz gab es zwölf Wassermühlen und eine Windmühle, aber kaum den Erwerbszweig der Handweberei.
Über drei Jahrhunderte wurde das dörfliche Leben durch zwei Rittergüter geprägt.
Das Ortsbild von Großschweidnitz ist vielgestaltig und spiegelt in der Bebauung die Entwicklung des Dorfes wider.
Mit dem Bau der Duncan’s Leinenindustrie 1869/70 und Heil- und Pflegeanstalt (heute Sächsisches Krankenhaus) von 1902 bis 1904 kam es verstärkt zum Häuser- und Siedlungsbau und damit auch zum Bevölkerungszuwachs von Groß- und Kleinschweidnitz. 1897 erfolgte der Bau einer neuen Dorfschule im Ortsinneren (heute Ernst-Thälmann-Str. 63).
Die Heil- und Pflegeanstalt selbst wurde im Pavillonstil auf einem etwa 30 ha großen Areal errichtet. Die aufwendig restaurierten, gelben Klinker- und andere Bauten des Krankenhauses stehen in einer weitestgehend zaunlosen Parklandschaft. Sie sind eines der größten Baudenkmäler östlich von Dresden.

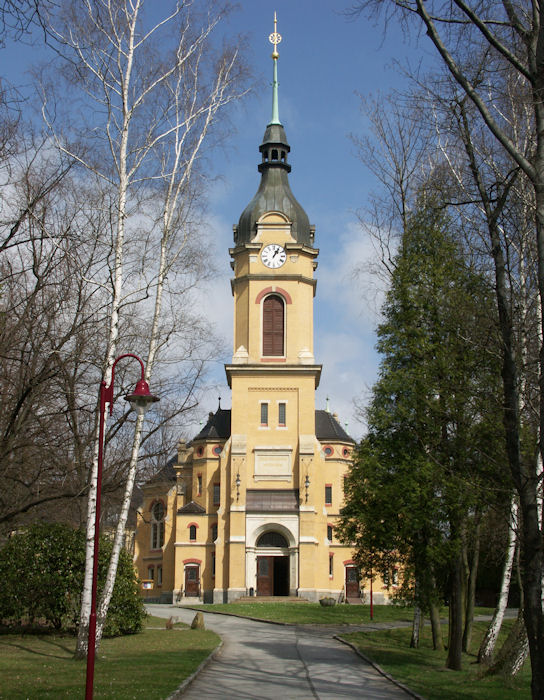
Die Kirche im Sächsischen Krankenhaus Großschweidnitz

Die im Jahr 1904 fertiggestellte und in den letzten Jahren umfassend restaurierte Kirche prägt maßgeblich das Dorfbild. Die Entstehung des Bleichereibetriebes und der Anstalt veränderte die Bevölkerungsstruktur des Dorfes wesentlich. Immer mehr Industriearbeiter, Krankenhauspersonal und Gewerbetreibende wurden ansässig. 1937 erfolgte der Zusammenschluss der beiden Gemeinden Groß- und Kleinschweidnitz zur Gemeinde Großschweidnitz mit einer zentral gelegenen Gemeindeverwaltung an der heutigen Käthe-Kollwitz-Straße 6.
Im Sächsischen Krankenhaus Großschweidnitz kam es im Zusammenhang mit der Aktion Brandt, der zweiten Phase der nationalsozialistischen „Euthanasie“ zur Tötung von über 5.000 Kranken (Dissertation Krumpolt), unter denen sich auch 192 Frauen und Männer befanden, die zur Zwangsarbeit nach Deutschland verschleppt worden waren. Auf dem Friedhof wurde ein Gedenkstein, gestaltet von dem Bildhauer D. Hermann, für Opfer errichtet. Ein Opfer der Euthanasiemorde war Marianne Schönfelder aus Dresden, die Tante des Malers Gerhard Richter.
Am 8. Mai 1945 erfolgte die Sprengung des mittleren Viadukt-Bogens durch die Wehrmacht. Durch schnelle Reparaturarbeiten konnte der Erste Zug bereits am 4. August das Viadukt überqueren.
Nach dem Zweiten Weltkrieg wurde die, mittlerweile Duncan's Leinenindustrie AG heißende Leinenindustrie in sozialistisches Eigentum überführt und an das Kombinat Hirschfelder Leinen- und Textilindustrie angegliedert. 1990 wurde der Betrieb geschlossen. 1995 bis 1996 wurde die Engelei, wie sie im Volksmund genannt wird, fast vollständig abgerissen. Der 65 m hohe Schornstein des Maschinenhauses und der Kohlebunker wurden durch die Oswald & Küchler Sprengtechnik GmbH gesprengt.
Nach 1993 entstand in Großschweidnitz ein Neubaugebiet mit über 40 Häusern unweit des Sachsenfreundes an der S148. Mit dem Bau einer neuen Kläranlage zwischen Kleinschweidnitz und Seitenschweidnitz erfolgte gleichzeitig der grundlegende Ausbau des öffentlichen Strom-, Gas-, Telefon- und Wassernetzes im Ort.
Im Jahr 2002 musste die örtliche Schule, welche zu DDR-Zeiten eine Polytechnische Oberschule und nach der Wende eine Grundschule war, nach etwa 100 Jahren Schulbetrieb, auf Grund von Schülermangel schließen. In dem Gebäude kam anschließend die Gemeindeverwaltung unter.
Infolge des Hochwassers 2010 kam es zu einem Schaden von ca. 1,9 Mio. Euro in der Gemeinde. Es wurden drei Brücken völlig zerstört und zwei irreparabel beschädigt. Daraufhin wurde eine Erneuerung des Hochwasserschutzes erforderlich.

### Museum, Kulturelle Veranstaltungen, Dorffeste
Im Gemeindezentrum befindet sich seit 2015 ein Museum mit z. T. wechselnder Ausstellung zur Dorfgeschichte. Es hat zu besonderen Anlässen wie Dorffesten geöffnet.
Jährlich stattfindende Veranstaltungen im Ort sind u. a. das Hexenfeuer am 30. April an der Turnhalle, Veranstaltungen am Waldhaus jeweils an Gründonnerstag und am 30. Dezember oder das Bürgerkönig-Schießen sowie der Weihnachtsmarkt am Gemeindezentrum.

### Ortsnamenformen
Der Ortsname veränderte sich von 1306: Swoynitz, 1306: ambae (=lat. beide) Sweynicz, 1374: Große Swoynicz, 1419: Swoynitz magnum, Sweynicz, 1420: Großen Sweydnitcz, 1471: Grosse Swoynicz, 1478: Große Swenitz, 1569: Groß Schweidnicz, 1816: Groß Schwei(d)nitz bis zu Großschweidnitz.

### Verwaltungszugehörigkeit
1777: Bautzener Kreis, 1843: Landgerichtsbezirk Löbau, 1856: Gerichtsamt Löbau, 1875: Amtshauptmannschaft Löbau, 1952: Kreis Löbau, 1994: Landkreis Löbau-Zittau, 2008: Landkreis Görlitz

### Einwohnerentwicklung
| Jahr | Einwohner                                             | Einwohner | Einwohner |
| 1777 | 13 besessene Mann, 6 Gärtner, 28 Häusler, 2 Wüstungen |           |           |
| 1834 | 471                                                   |           |           |
| 1871 | 660                                                   |           |           |
| 1890 | 665                                                   |           |           |
| 1910 | 1.596                                                 |           |           |
| 1925 | 1.695                                                 |           |           |
| 1939 | 2.545                                                 |           |           |
| 1946 | 2.577                                                 |           |           |
| 1950 | 3.083                                                 |           |           |
| 1964 | 3.031                                                 |           |           |
| 1990 | 1.777                                                 |           |           |
| 2000 | 1.514                                                 |           |           |
| 2008 | 1.388                                                 |           |           |
| 2009 | 1.356                                                 |           |           |
| 2010 | 1.352                                                 |           |           |
| 2012 | 1.338                                                 |           |           |
| 2013 | 1.340                                                 |           |           |
| 2018 | 1.287                                                 |           |           |

## Politik

### Gemeinderat
Bei der Gemeinderatswahl am 9. Juni 2024 gingen 8 der 12 Sitze des Gemeinderates an die Kandidaten der Wählervereinigung Vereine Großschweidnitz (Stimmenanteil 65,4 %, 2019: 98,7 %), zwischen 2019 und 2024 hatte die Wählervereinigung alle 12 Sitze gehalten. Die Wählergemeinschaft Großschweidnitz hält 2 Sitze (Stimmenanteil 19,0 %), ebenso wie die Freiwillige Feuerwehr (Stimmenanteil 15,7 %). Die Wahlbeteiligung lag bei 66,3 Prozent (2019: 60,2 Prozent).
| Gemeinderat ab 2024Insgesamt 12 Sitze - Vereine: 8 - WVG: 2 - FFW: 2 | Liste                                               | 2024       | 2024       | 2019   | 2019   | 2014   | 2014   |
| Gemeinderat ab 2024Insgesamt 12 Sitze - Vereine: 8 - WVG: 2 - FFW: 2 | Liste                                               | Sitze      | in %       | Sitze  | in %   | Sitze  | in %   |
| Gemeinderat ab 2024Insgesamt 12 Sitze - Vereine: 8 - WVG: 2 - FFW: 2 | Wählervereinigung Vereine Großschweidnitz           | 8          | 65,4       | 12     | 98,7   | 12     | 100,0  |
| Gemeinderat ab 2024Insgesamt 12 Sitze - Vereine: 8 - WVG: 2 - FFW: 2 | Wählergemeinschaft Großschweidnitz                  | 2          | 19,0       | –      | –      | –      | –      |
| Gemeinderat ab 2024Insgesamt 12 Sitze - Vereine: 8 - WVG: 2 - FFW: 2 | Interessenvereinigung der Freiwilligen Feuerwehr GS | 2          | 15,7       | –      | –      | –      | –      |
| Gemeinderat ab 2024Insgesamt 12 Sitze - Vereine: 8 - WVG: 2 - FFW: 2 | Einzelvorschläge                                    | unzulässig | unzulässig | –      | 1,3    | –      | 0,0    |
| Gemeinderat ab 2024Insgesamt 12 Sitze - Vereine: 8 - WVG: 2 - FFW: 2 | Wahlbeteiligung                                     | 66,3 %     | 66,3 %     | 60,2 % | 60,2 % | 48,7 % | 48,7 % |

Bei der Wahl 2014 trat nur ein Wahlvorschlag an. Er erhielt damals einstimmige Zustimmung in der Wählerschaft. 2019 machten Wähler dagegen von ihrem Recht Gebrauch, bei nur einem Wahlvorschlag händisch Namen auf den Wahlzettel zu schreiben.

### Bürgermeister
Die ersten Gemeinderatswahlen fanden in Kleinschweidnitz am 24. April 1839 und in Großschweidnitz am 11. Mai 1839 statt. Gewählt wurden jeweils fünf Vertreter aus fünf Schichten des Ortes. Diese wählten den Gemeindeältesten und den Gemeindevorstand, welcher ab 1924 als Bürgermeister bezeichnet wurde. Die Bürgermeister ab 1924 in Großschweidnitz waren:
- Emil Dehner (1924–1928)
- Kurt Reinhold (1929–1938), ab 1936 auch für Kleinschweidnitz
- Paul Penther (1938–1945)
- Theodor Pappert (1945–1956)
- Heinz Richter (1956–1970)
- Rudolph Pelz (1970–1983)
- Heinz Hartmann (1983–1984, Stellvertreter)
- Klaus Krische (1984–1994)
- Thomas Konietzny (1994–2008)
- Jons Anders (2008–heute)

| Wahl | Bürgermeister    | Vorschlag | Wahlergebnis (in %) |
| ---- | ---------------- | --------- | ------------------- |
| 2022 | Jons Anders      | Anders    | 98,8                |
| 2015 | Jons Anders      | Anders    | 98,6                |
| 2008 | Jons Anders      | Anders    | 68,4                |
| 2001 | Thomas Konietzny | Konietzny | 94,4                |
| 1994 | Thomas Konietzny | Konietzny | 86,2                |

## Partnerschaft
Großschweidnitz befindet sich seit dem 2. November 1990 in einer Partnerschaft mit der schwäbischen Gemeinde Klosterlechfeld.

## Kulturdenkmale und Sehenswürdigkeiten

### Gedenkstätten
Am 13. Mai 2023 wurde eine „Gedenkstätte Großschweidnitz“ als Arbeitsstelle der Stiftung Sächsische Gedenkstätten zur Erinnerung an die Opfer politischer Gewaltherrschaft eingeweiht. Sie erinnert an die über 5.500 Opfer der nationalsozialistischen Krankenmorde in der Landesanstalt Großschweidnitz. Die Dauerausstellung der Gedenkstätte befindet sich im ehemaligen Pathologiegebäude der Landesanstalt Großschweidnitz.
Weitere Gedenkstätten in Großschweidnitz:
- Gedenkstein auf dem Anstaltsfriedhof für die „Euthanasie“-Opfer
- Mahnmal an der Dorfstraße nahe dem Heinz-Bahner-Stadion für Widerstandskämpfer und Opfer des Faschismus
- Denkmal für die Gefallenen des Ersten Weltkrieges an der Ernst-Thälmann-Straße
- Mahnmal an den Ersten Weltkrieg an der Litte nahe dem Fachkrankenhaus
- Friedenseiche an der Ernst-Thälmann-Straße mit Gedenkstein für den Deutsch-Französischen Krieg von 1871[14]

### Naturschutz
- Siehe auch: Liste der Naturdenkmale in Großschweidnitz

## Verkehr
Großschweidnitz liegt direkt an der Staatsstraße 148, der Bundesstraße 178 und der Bahnstrecke Zittau–Löbau; allerdings fahren hier keine Personenzüge.